# FC 토르페도 벨라스 조지나
FC 토르페도 벨라스 조지나(벨라루스어: ФК Тарпеда-БелАЗ Жодзіна, 러시아어: ФК Торпедо-БелАЗ Жодино)는 조지나를 연고로 하는 벨라루스의 축구 클럽이다. 현재는 벨라루스 프리미어리그에 참가하고 있다.

## 성적
- 벨라루스컵 우승 1회 (2016), 준우승 1회 (2010)
- 벨라루스 슈퍼컵 우승 2회 (2011, 2017)

## 선수 명단

### 현역
참고: FIFA 자격 규정에 따라 소속된 국가대표팀 국기를 표시합니다. 선수는 복수의 FIFA 비회원국 국적을 가지고 있을 수 있습니다.
| 번호 | 포지션 | 국적     | 이름          |
| ---- | ------ | -------- | ------------- |
| 7    | MF     | 말리     | 마마두 카마라 |
| 15   | FW     | 벨라루스 | 막심 스카비쉬 |

| 번호 | 포지션 | 국적 | 이름 |
| ---- | ------ | ---- | ---- |